# Contea di Agosta
La contea di Agosta fu un antico feudo esistito in Sicilia tra gli inizi del XIV secolo e la seconda metà del XVI secolo.

## Territorio
Il territorio della Contea di Agosta comprendeva un vasto territorio che si estendeva fino ai colli iblei. Numerosi erano feudi, e vi fecero parte oltre ad Augusta, anche gli odierni comuni di Ferla, Melilli e Sortino.

## Storia
La città demaniale di Agosta fu ceduta nel 1326 da Federico III d'Aragona a Guglielmo Raimondo II Moncada, investito del titolo di conte, che in cambio cedette al sovrano aragonese le isole di Malta e Gozo, a lui soggette. Alla morte di questi, nel 1354 il feudo passò al figlio Matteo. 
Nel 1388 la Contea di Agosta passò sotto il dominio di Artale I Alagona. Nel 1392 il re Martino I di Sicilia decise di assegnare il feudo a Guglielmo Raimondo III Moncada, il quale però abbandonò nel 1398 a causa delle violente ribellioni fomentate dai baroni locali. Gli succedette il figlio Matteo II.
Nel 1400 il sovrano Ferdinando I di Aragona vendette la contea a Diego Sandoval, conte di Castro. Riacquisita dai Moncada nel 1404, passò al Regio Demanio nel 1407 in cambio della Contea di Caltanissetta. Nel 1444 passò per breve tempo ai Bellomo di Siracusa, per tornare nel Regio Demanio. Nel 1517, a seguito del matrimonio tra Giovanni Marullo, conte di Condojanni, e Francesca Moncada de Luna dei conti di Adernò, passò al padre dello sposo Tommaso. 
A causa di difficoltà finanziarie, il Marullo vendette la contea nel 1565 a Federico Staiti, marchese di Brancaleone. La Contea di Agosta venne soppressa definitivamente nel 1567, e fu reintegrata al Regio demanio.